# Reactor JASON
JASON era un reactor nuclear instalado por el Ministerio de Defensa en el Real Colegio Naval en Greenwich, Londres, el cual es ahora sede de la Universidad de Greenwich.
Era un reactor de investigación de la serie Argonaut de 10 kW diseñado por el laboratorio estadounidense Laboratorio Nacional Argonne. Era usado por la Marina Real para propósitos experimentales y de entrenamiento. El tipo de reactor que se usa actualmente en los submarinos nucleares de la Marina Real, es un reactor de agua a presión que genera decenas de megawatts de potencia.
JASON estuvo en operación desde 1962 hasta 1996 (había sido operado antes por la Corporación de Energía Nuclear Hawker Siddeley desde febrero de 1959 en Langley,Slough), y fue completamente desmantelado en 1999. Se removieron 270 toneladas de residuos radioactivos.

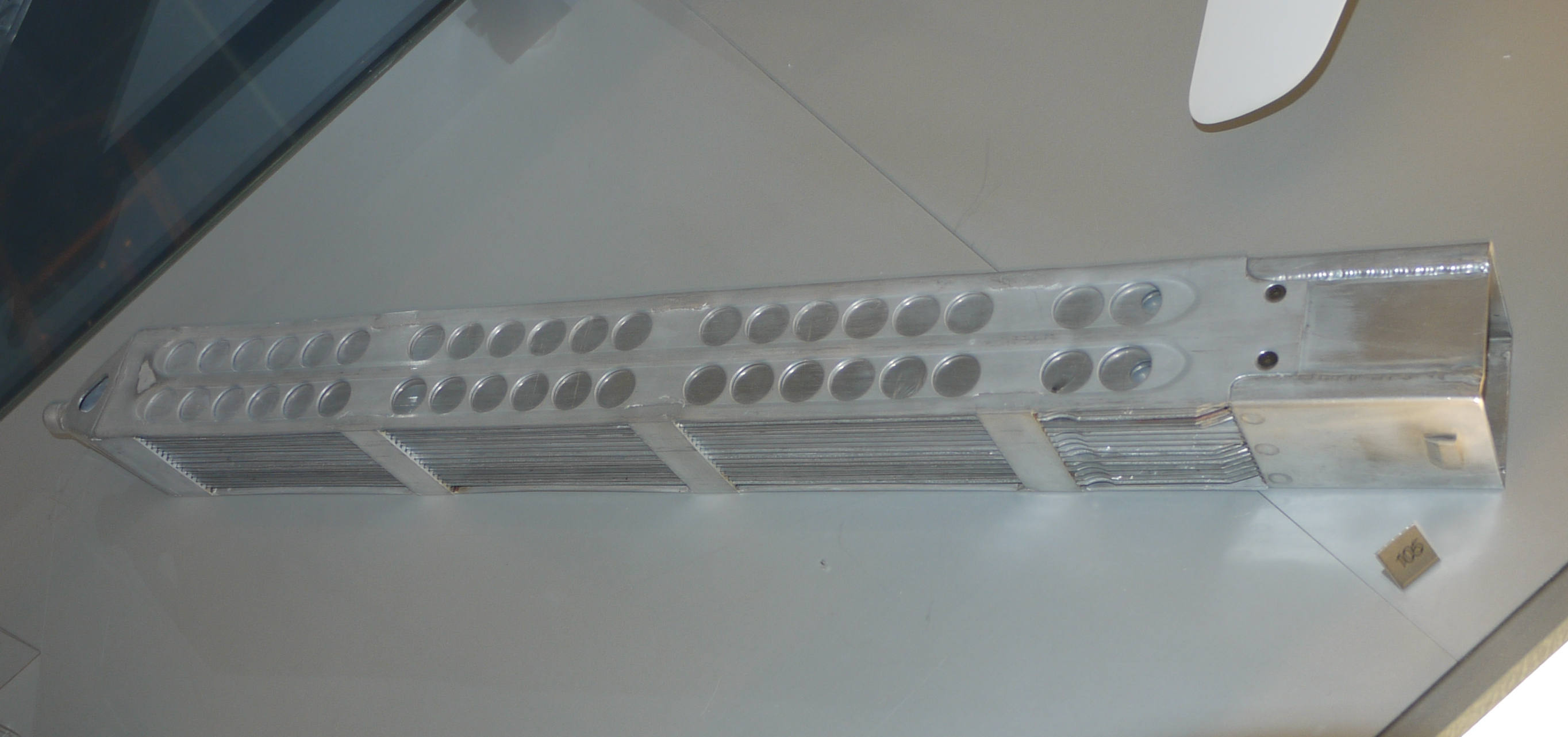
Réplica de una barra de combustible de JASON.

Jason fue uno de los muy pocos reactores que operaron en medio de un centro poblacional importante, e indudablemente el único instalado en un edificio del siglo XVII. El edificio del Real Colegio Naval solía ser el Hospital de Greenwich, construido entre 1696 y 1712 por Christopher Wren, en donde el reactor estaba ubicado en el edificio King William. La existencia de un reactor nuclear tan cerca de Londres era poco conocida para el público en general, incluso en el tiempo en el que la "Marina de Greenwich" fue nombrada Patrimonio de la Humanidad por la UNESCO en 1997.
La Comisión Europea presentó un caso (C-61/03, Comisión vs. Reino Unido) contra el Reino Unido ante el Tribunal Europeo de Justicia, por no cumplir con sus obligaciones en virtud del Tratado Euratom. El caso fue desestimado el 12 de abril de 2005, el tribunal confirma que el tratado no se aplica a los usos de la energía nuclear con fines militares.